# Thomas Schütte

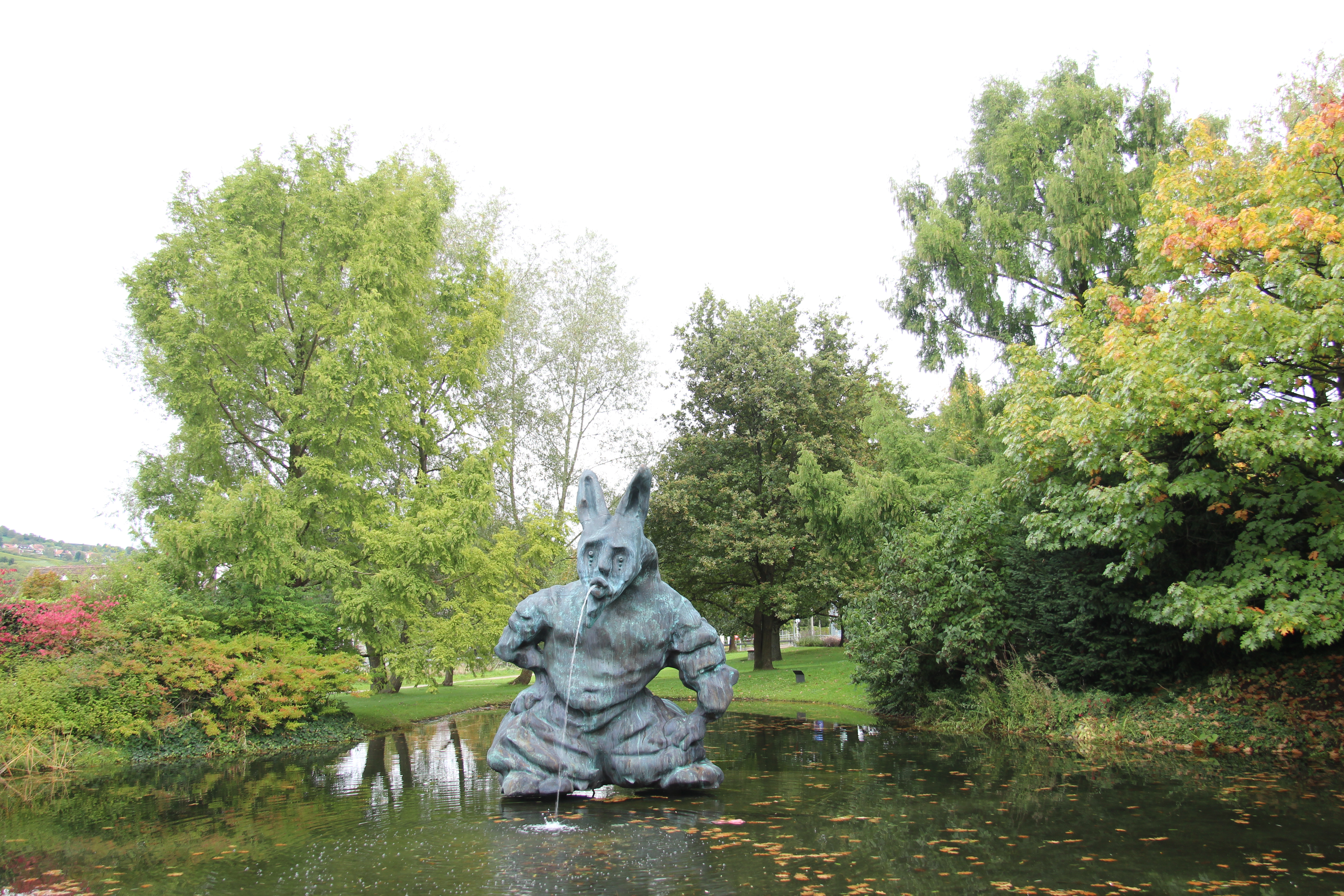
Hase (2013)

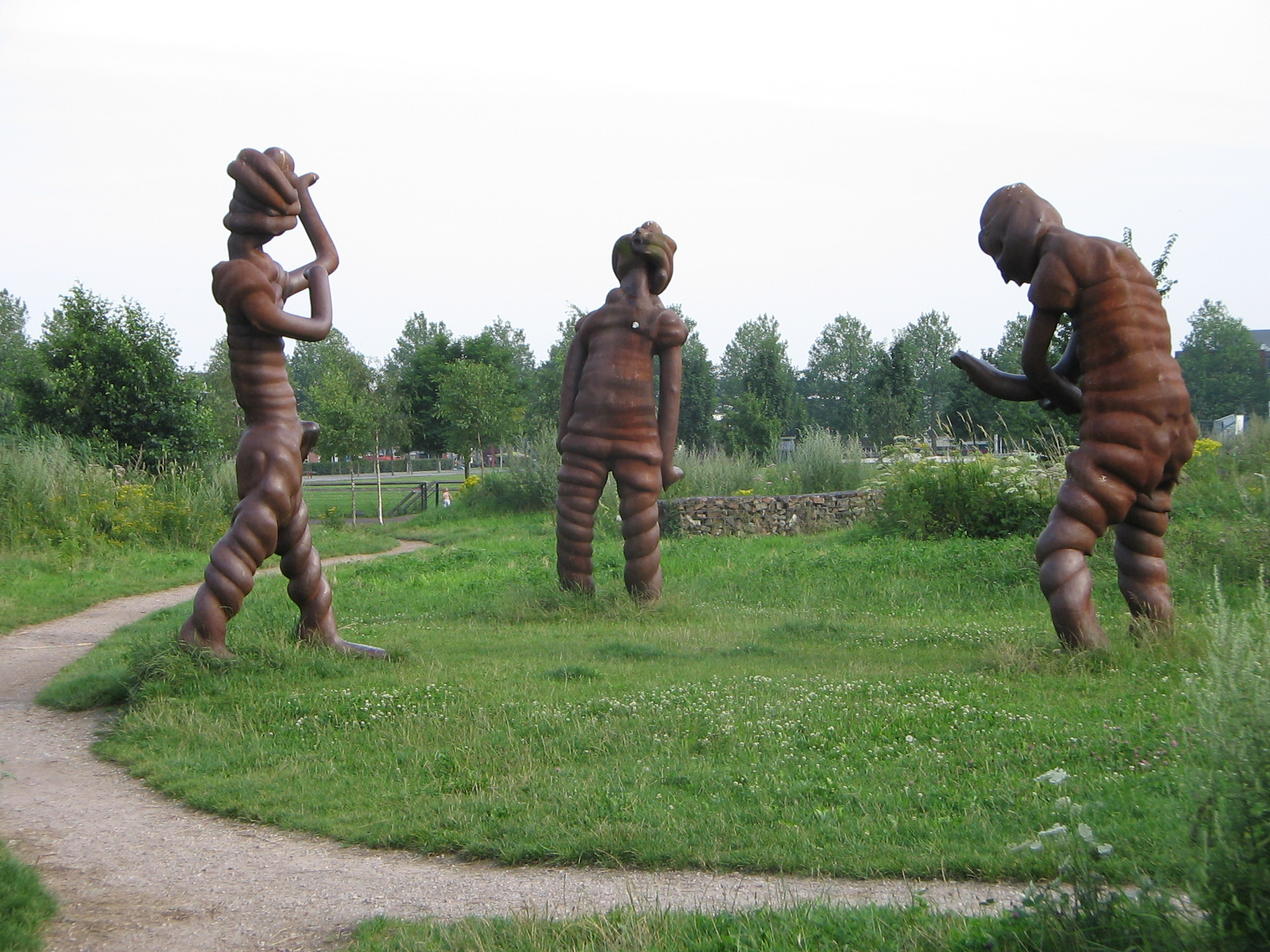
Beeldengroep Drei figuren für Utrecht in het Griftpark te Utrecht

Thomas Schütte (Oldenburg, 16 november 1954) is een Duitse beeldend kunstenaar, die in 1992 bekend werd met zijn werk "Die Ankunft der Fremden" tijdens documenta IX in Kassel.

## Biografische gegevens
Schütte studeerde van 1973 tot 1981 aan de kunstacademie in Düsseldorf bij Fritz Schwegler en Gerhard Richter. in zijn werk toont hij een verrassende veelzijdigheid in zowel de gebruikte technieken als bij de vormgeving. Hij heeft maquettes gemaakt, maar ook tekeningen, etsen en soms zeer omvangrijke sculpturen. In 1998 maakte Schütte voor het Griftpark in Utrecht de beeldengroep 'Drei grosse Figuren für Utrecht', gemaakt van Cortenstaal. De beelden zijn ongeveer drie en een halve meter hoog. Schütte maakte de beelden improviserende werkwijze. De beelden schetste hij eerst in was. Na zijn doorbraak in 1992 met zijn werk "Die Ankunft der Fremden" tijdens documenta IX in Kassel vormde de Biënnale van Venetië in 2005 opnieuw een hoogtepunt in zijn carrière. Daar werd hij bekroond met de prijs voor de beste kunstenaar van de tentoonstelling. Eind 2007 werd een werk van Schütte gekozen voor de vierde pijler op Trafalgar Square in Londen. Zijn bronzen sculptuur United Enemies werd tussen 5 maart en 25 augustus 2013 tentoongesteld in het Central Park in New York.
Thomas Schütte woont en werkt in Düsseldorf.

## Exposities (selectie)
- 2023 Thomas Schütte, Westkunstmodelle 1:1 in De Pont, Tilburg
- 2013 Thomas Schütte, een solo-expositie in Fondation Beyeler
- 2013 Prima Materia een groepsexpositie in Palazzo Grassi, François Pinault Foundation
- 2013 Glasstress: White Light/White Heat een groepsexpositie in Palazzo Cavalli-Franchetti, Venetië, onderdeel van de Biennale van Venetië
- 2012 Thomas Schütte: New Works een solo-expositie in de Frith Street Gallery
- 2012 Thomas Schütte: Faces & Figures een solo-expositie in de Serpentine Gallery, Londen
- 2012 Houses een solo-expositie in de NMNM, Monaco
- 2012 Frauen een solo-expositie in de Castello di Rivolli, Turijn
- 2010 een solo-expositie in de Art and Exhibition Hall[bron?], Bonn
- 2010 Hindsight, een solo-expositie in het Museo de Arte Renia Sofia, Madrid
- 2009 een solo-expositie in het Haus der Kunst, München
- 2007 – 2009 Fourth Plinth Commission, een solo-expositie in de National Gallery, Londen
- 2006 Een solo-expositie in Museum De Pont, Tilburg
- 2005 Golden Lion Award, 51e Biennale van Venetië
- 2005 Political Works, een solo-expositie in het Museu de Arte Contemporanea, Museo Serralves, Porto
- 2000 Kabinet Overholland, een solo-expositie in het Stedelijk Museum, Amsterdam
- 1999 Gloria in Memoria, een solo-expositie in het DIA Center for the Arts II, New York
- 1999 In Media Res, een solo-expositie in het DIA Center for the Arts III, New York

- Bibsys: 99021668
- Biblioteca Nacional de España: XX4912929
- Bibliothèque nationale de France: cb12159878z (data)
- CiNii: DA11912523
- Digitale Bibliotheek voor de Nederlandse Letteren: schu321
- Gemeinsame Normdatei: 11916387X
- Library of Congress Control Number: n91015157
- Nationale Bibliotheek van Letland: 000037420
- Bibliotheek van het Japanse parlement: 01141329
- Nationale Bibliotheek van Tsjechië: jx20070614006
- Nationale Bibliotheek van Israël: 987007449534005171
- Nationale Bibliotheek van Polen: a0000002005676
- Nederlandse Thesaurus van Auteursnamen: 073273953
- PIC: 1198
- Réseau des bibliothèques de Suisse occidentale: 02-A003815261
- RKD-Nederlands Instituut voor Kunstgeschiedenis: 211313
- Système universitaire de documentation: 059673842
- Union List of Artist Names: 500047420
- Virtual International Authority File: 19717001
- WorldCat: E39PBJcWvC9C3QKwfkkhXDMVmd